# Cmentarz wojenny w Budach Rządowych
Cmentarz wojenny w Budach Rządowych – miejsce spoczynku żołnierzy poległych w I wojnie światowej. Położony jest we wsi Budy Rządowe w gminie Jednorożec, powiecie przasnyskim, województwie mazowieckim. 

## Historia
Cmentarz utworzono w 1915. Najstarszy nagrobek pochodzi z 23 marca 1915. Cmentarz został zorganizowany na planie kwadratu o powierzchni 0,11 ha. Mogiły żołnierzy są oznakowane betonowymi płytami o wymiarach 37x40 cm, które umieszczono w 11 rzędach. Pochowano tu około 200 żołnierzy armii niemieckiej i rosyjskiej. Cmentarz początkowo został otoczony metalową siatką, a później ogrodzeniem z białych cegieł, które jest cyklicznie odnawiane. Cmentarz zarasta drzewami i krzewami, które są systematycznie usuwane.     
18 stycznia 1986 miejsce zostało wpisane do rejestru zabytków pod numerem A-569. Przy ogrodzeniu cmentarza członkowie Stowarzyszenia „Przyjaciele Ziemi Jednorożeckiej” postawili tablicę informacyjną.  

## Galeria

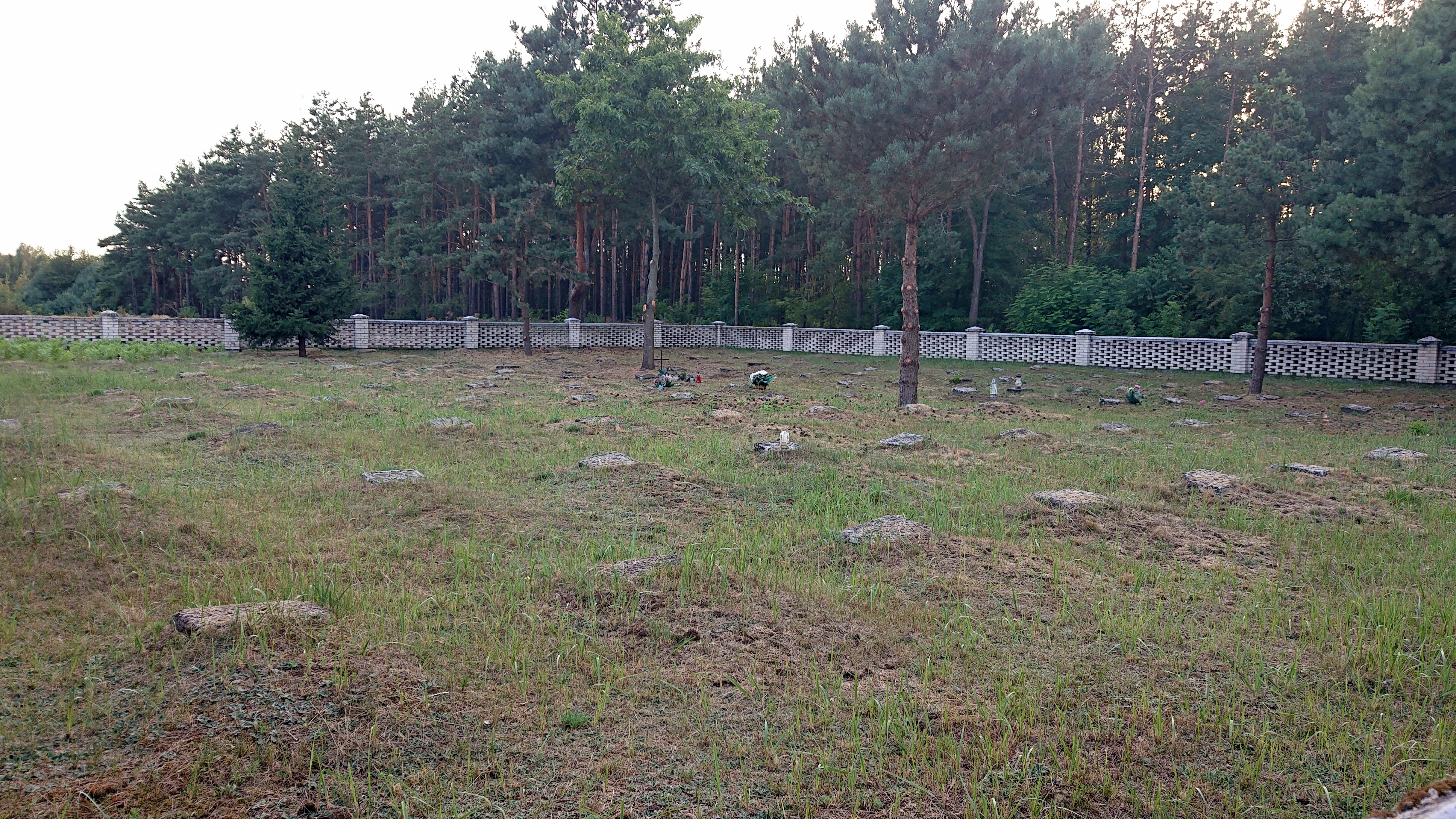
Widok ogólny
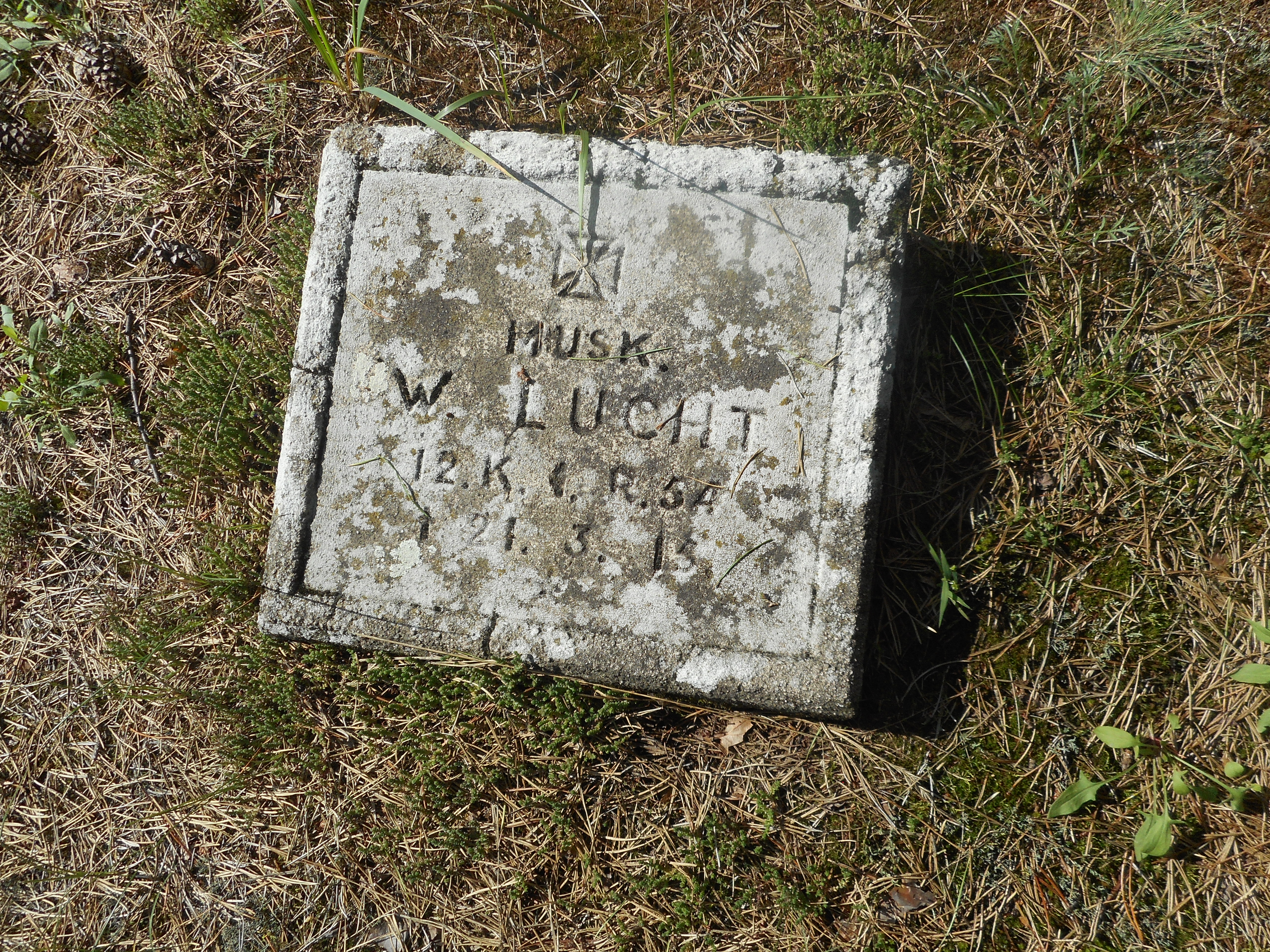
Płyta nagrobna
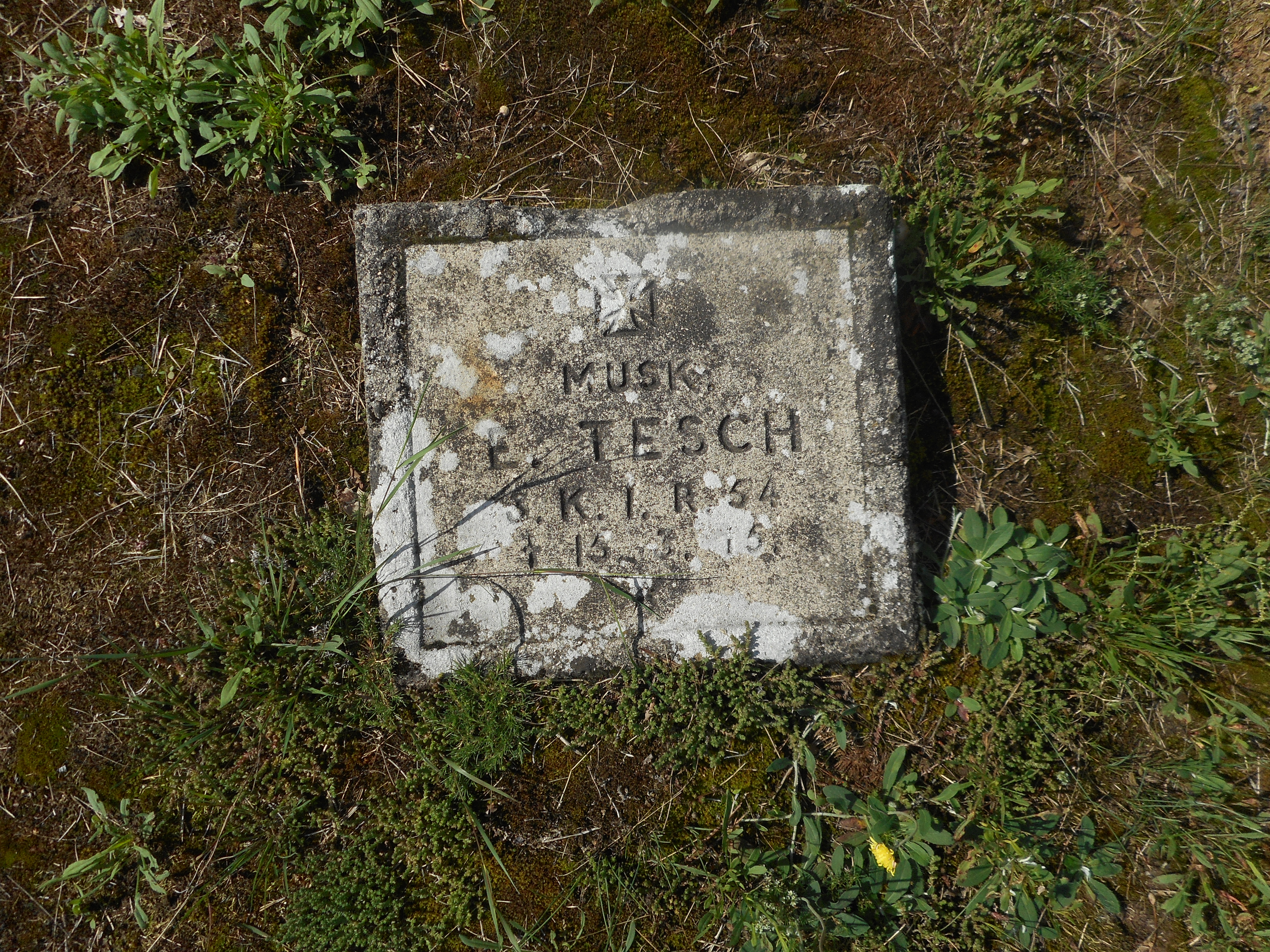
Płyta nagrobna
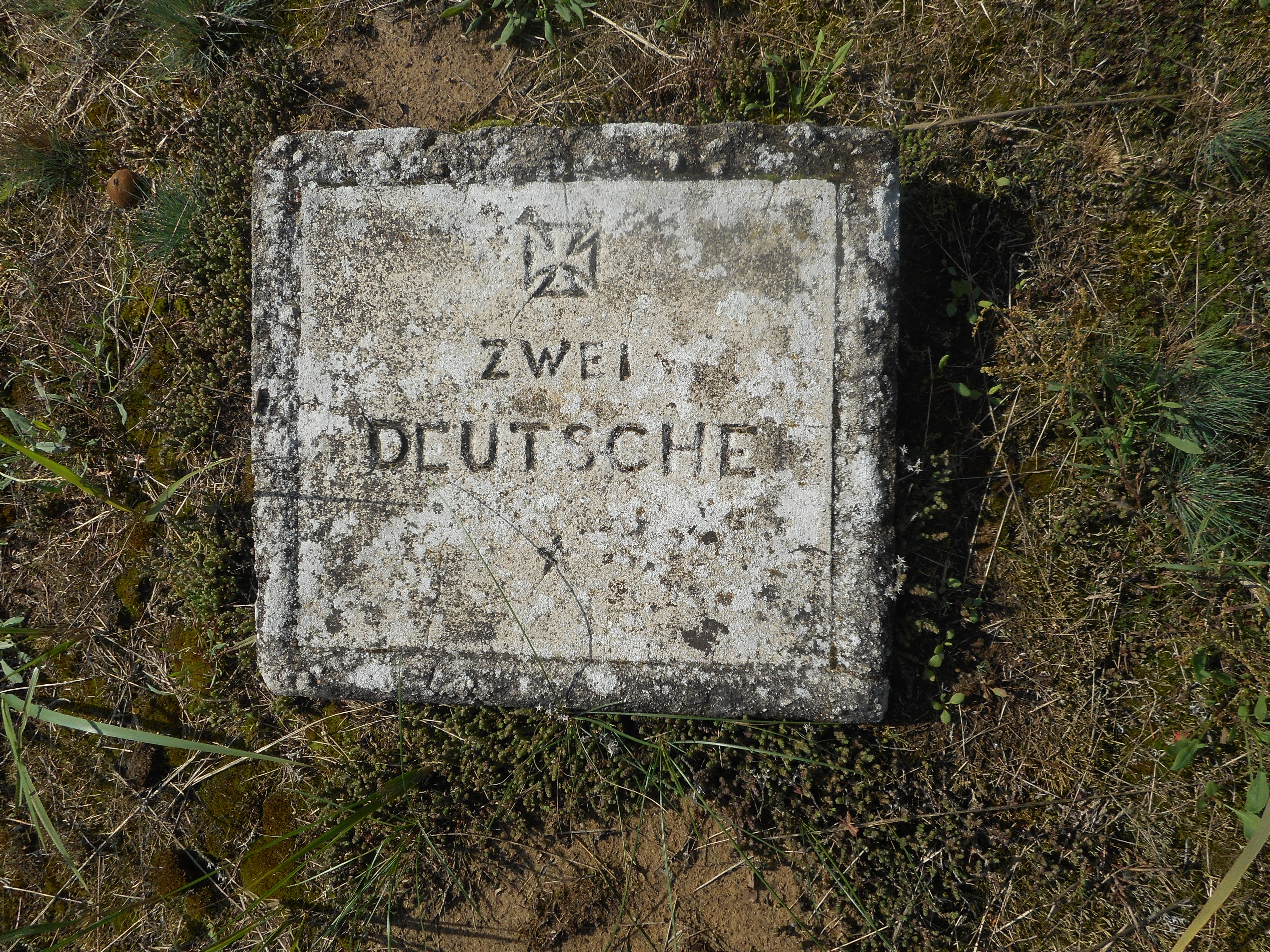
Płyta nagrobna żołnierzy armii niemieckiej
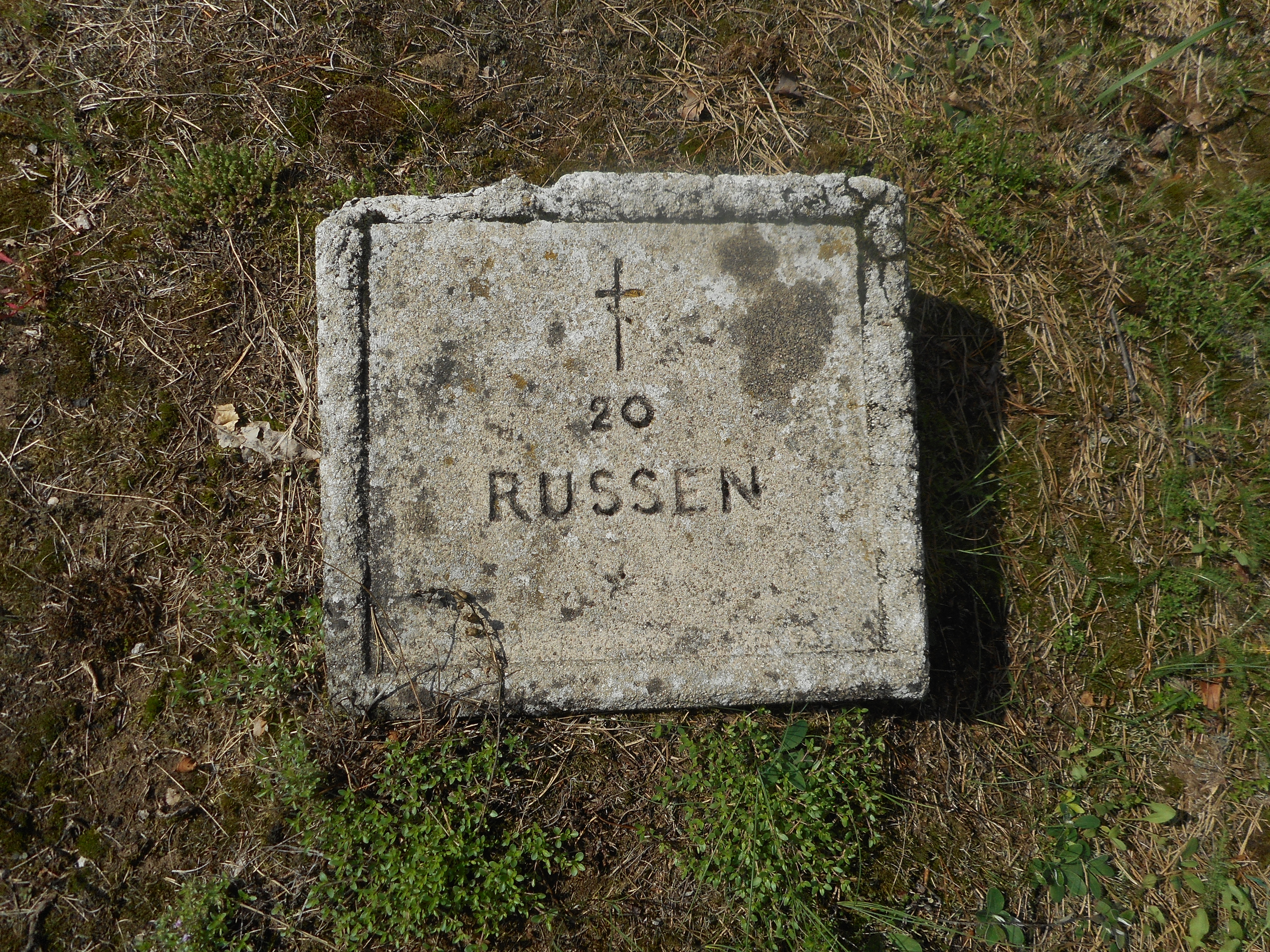
Płyta nagrobna żołnierzy armii rosyjskiej
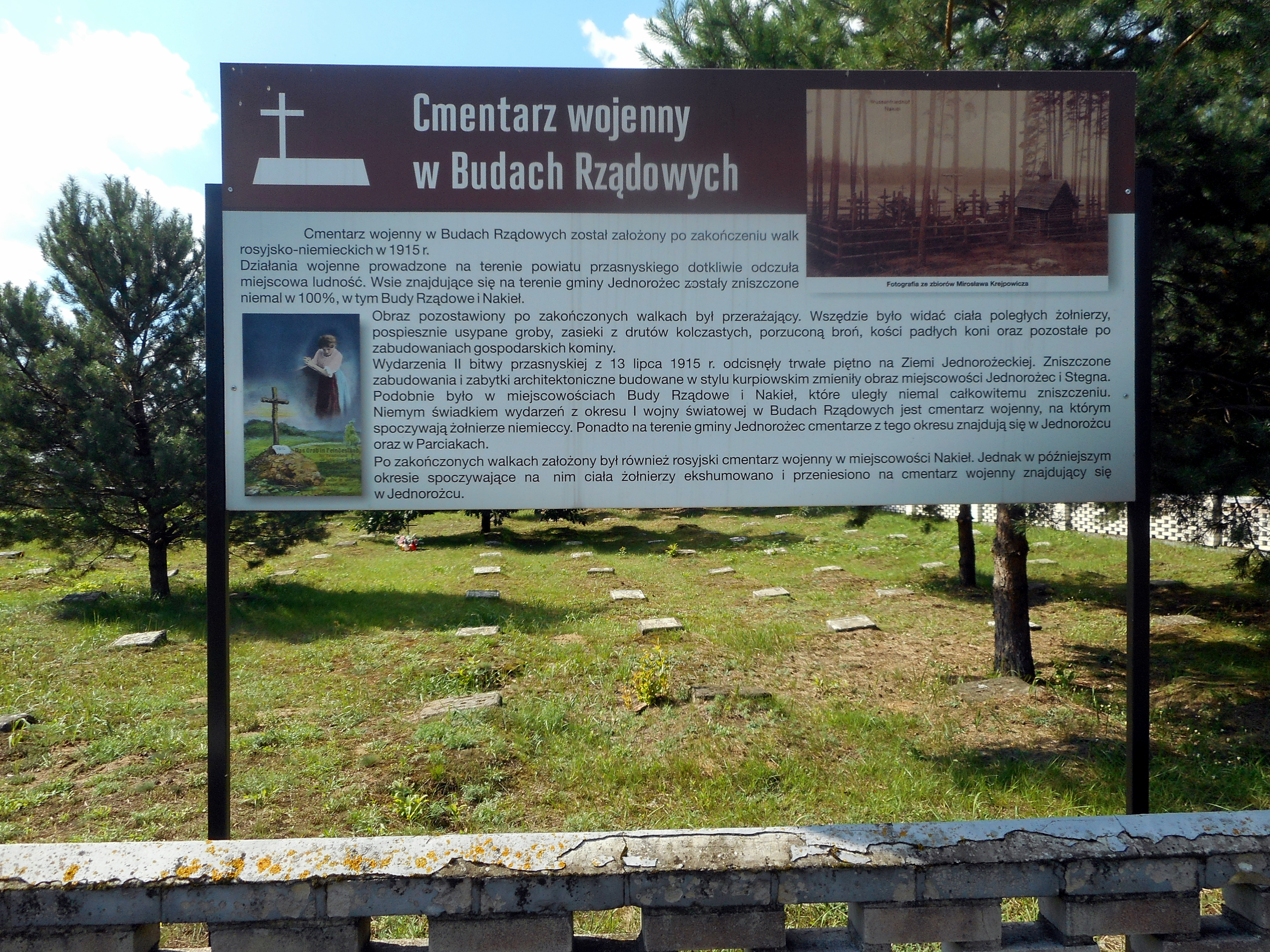
Tablica informacyjna